# Néoménie

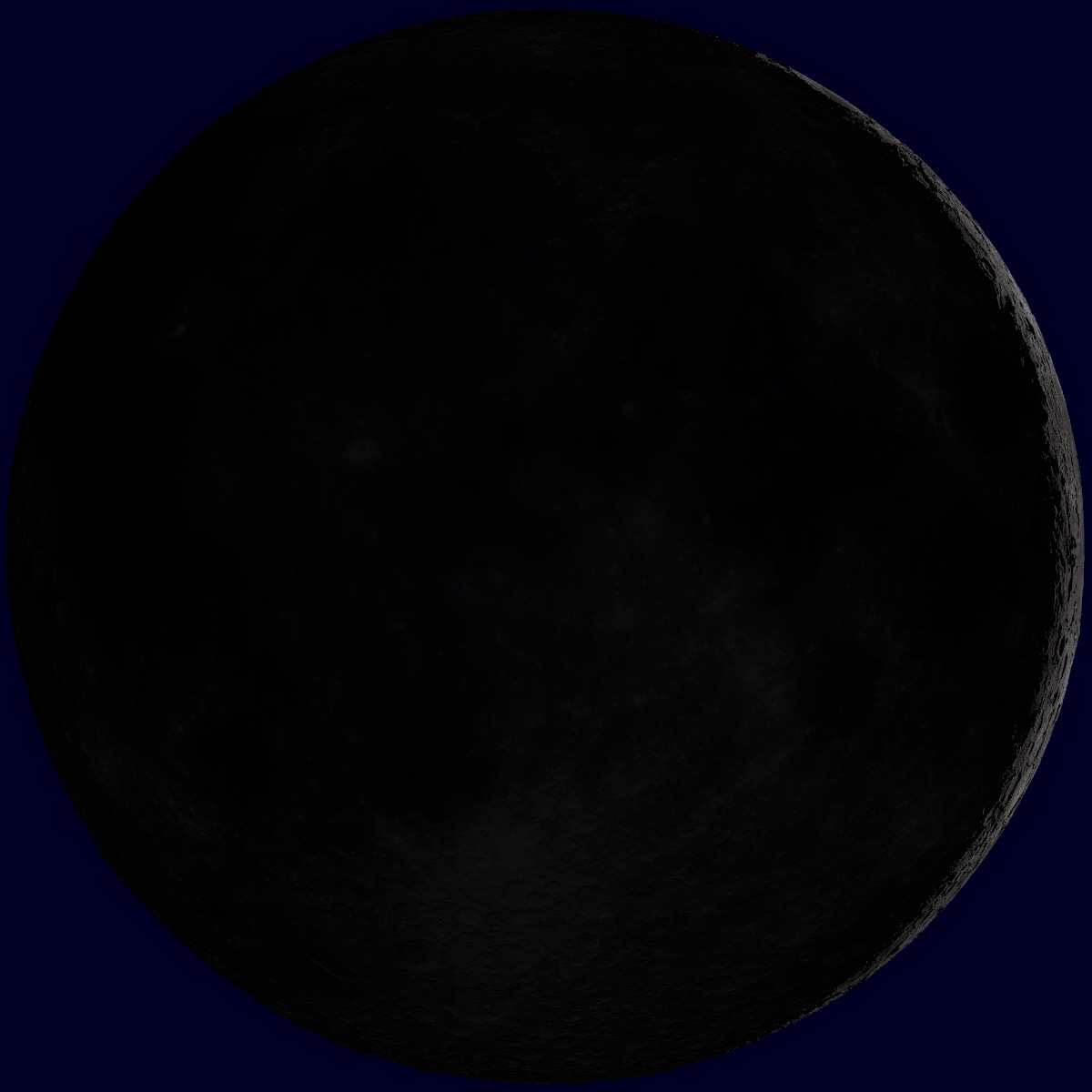
La phase de nouvelle lune.

La néoménie est le jour de la nouvelle lune et premier jour du mois dans certains calendriers luni-solaires. C'était un jour de fête, célébré dans l'antiquité en Égypte, en Grèce, à Rome, mais aussi en Judée. Le judaïsme a gardé vive cette tradition, dans le calendrier hébraïque encore utilisé aujourd'hui pour déterminer les jours de fête liturgique.

## Égypte antique
En Égypte, on conduisait solennellement l'animal auquel le mois était consacré.

## Grèce antique
Les mots grecs ὁ μήν (le mois) et ἡ μήνη (la lune) se construisent tous deux sur la racine Μα signifiant mesurer.
Dans certains calendriers anciens, le nouveau mois (ὁ νέος μήν) commençait à la nouvelle lune (ἡ νέα μήνη), expressions qui donnent l'étymologie du terme néoménie (ou nouménie) en français, signifiant simultanément le jour de la nouvelle lune et premier jour du mois.
Dans l'antiquité grecque, des confréries de néoméniastes (ou nouméniastes) fêtaient chaque néoménie par des prières publiques, sur l'Acropole d'Athènes, au cours desquelles les statues d'Hermès et d'Hécate étaient enguirlandées de plantes et de fleurs. Apollon néoménien présidait aux cérémonies de ce jour de fête. Les affaires publiques étaient mises en congé à chaque néoménie, et les confrères néoméniastes participaient à d'imposants banquets festifs, les syssities.

## Rome antique
Chez les Romains « envoyer aux calendes grecques » est une expression humoristique car le mois grec commence par une néoménie lunaire, mais ignore les calendes d'une année solaire. 

## Judaïsme ancien et contemporain
Le calendrier hébraïque utilisé par les Juifs comprend douze ou treize mois lunaires commençant chacun précisément à la nouvelle lune. Ce jour de néoménie, appelé en hébreu Roch Hodech, est célébré par des prières rituelles.